# سعيدان
سعيدان هي إحدى قرى ولاية قبلي وتبعد عن مركز الولاية بحوالي 35 كلم باتجاه مدينة قابس. وقد كانت تسمى عين سعيدان
- طبقا لأمر مؤرخ في 16 ماي 1897 (الرائد التونسي عدد 40 لسنة 1897، ص 2) وقع ترتيب مركز سعيدان كمركز حربي، وصدر أمر ثان بنفس التاريخ يحدد حرم هذا المركز، الذي اتخذ لمراقبة الداخلين والخارجين من منطقة نفزاوة أي ولاية قبلي الحالية.
- ينحدر سكانها من:

1. آل الزعتوري الذين ينحدرون من قبيلة المرازيق.
2. قبيلة غياليف قبلي التي تشمل عروشا فرعية : كالخضائرة (خضير)أو الجمامنة(نسبة إلي أحد جدودهم المسمي الجمني) وأولاد علي -أولا عون-أولاد عطاء الله -أولا الحاج علي... والشهبان.

1. ↑  "المناطق الترابية (العمادات) حسب الولايات والمعتمديات". اطلع عليه بتاريخ 2024-11-30.